# Phthirusa santessoniana
Phthirusa santessoniana är en tvåhjärtbladig växtart som beskrevs av Carlos Toledo Rizzini. Phthirusa santessoniana ingår i släktet Phthirusa och familjen Loranthaceae. Inga underarter finns listade i Catalogue of Life.